# チャピトゥーラス・ストリート

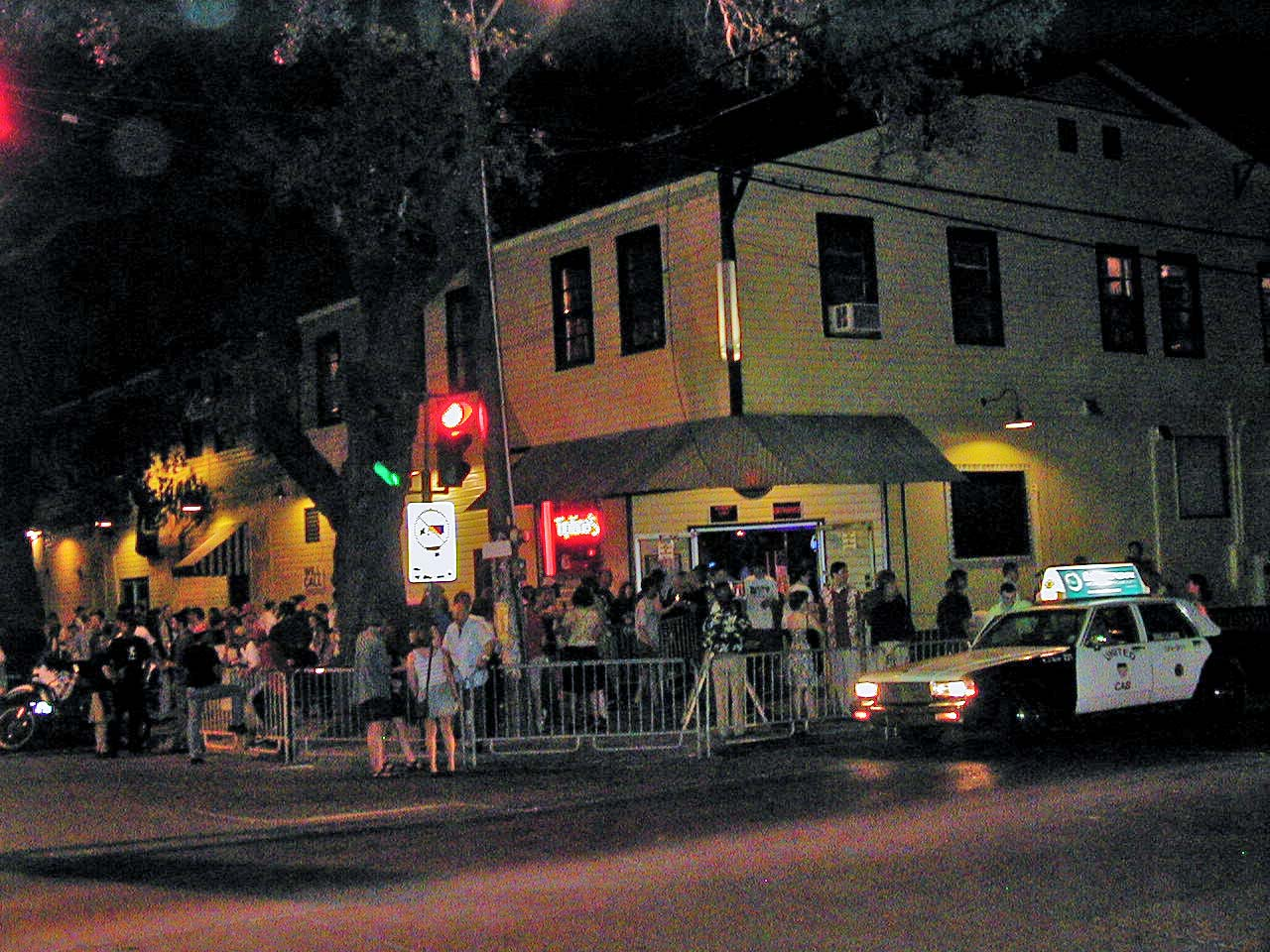
チャピトゥーラスとナポレオン・アベニューの角にあるクラブ、ティピティーナス

チャピトゥーラス・ストリート (Tchoupitoulas Street) は、米国ルイジアナ州ニューオーリンズの通りの名称である。市内のアップタウン地域を走る通りとしては、最もミシシッピ川に近い位置を走っている。
通りはカナル・ストリートの上流側 (フレンチ・クオーターの外側)から始まり、三日月型に曲がりくねるミシシッピ川に沿う形で中心業務地区、アップタウンを走り、オーデュボン公園に当たったところのイースト・ロードとの接点で終了している。カナル・ストリートのフレンチ・クオーター側では、チャピトゥーラス・ストリートはピーターズ・ストリートとなって続いている。ピーターズは、カナルのアップタウン側においては2つに分かれ、一方はピーターズとして続き、もう一方はチャピトゥーラスとなっている。
中心業務地区では、アンバサダー・ホテル、ルネッサンス・アーツ・ホテルなどのホテル、またエメリルズ、マザーズ (ポイドラス・ストリートとチャピトゥーラスの角に位置する)といったレストランが通り沿いにある。アップタウンでは、ナポレオン・アベニューとチャピトゥーラスの角に有名なライブハウス、ティピティーナスがある。
通りの名前は、かつて実在したネイティブ・アメリカンの部族に由来している。。